# Egon-Schiele-Museum

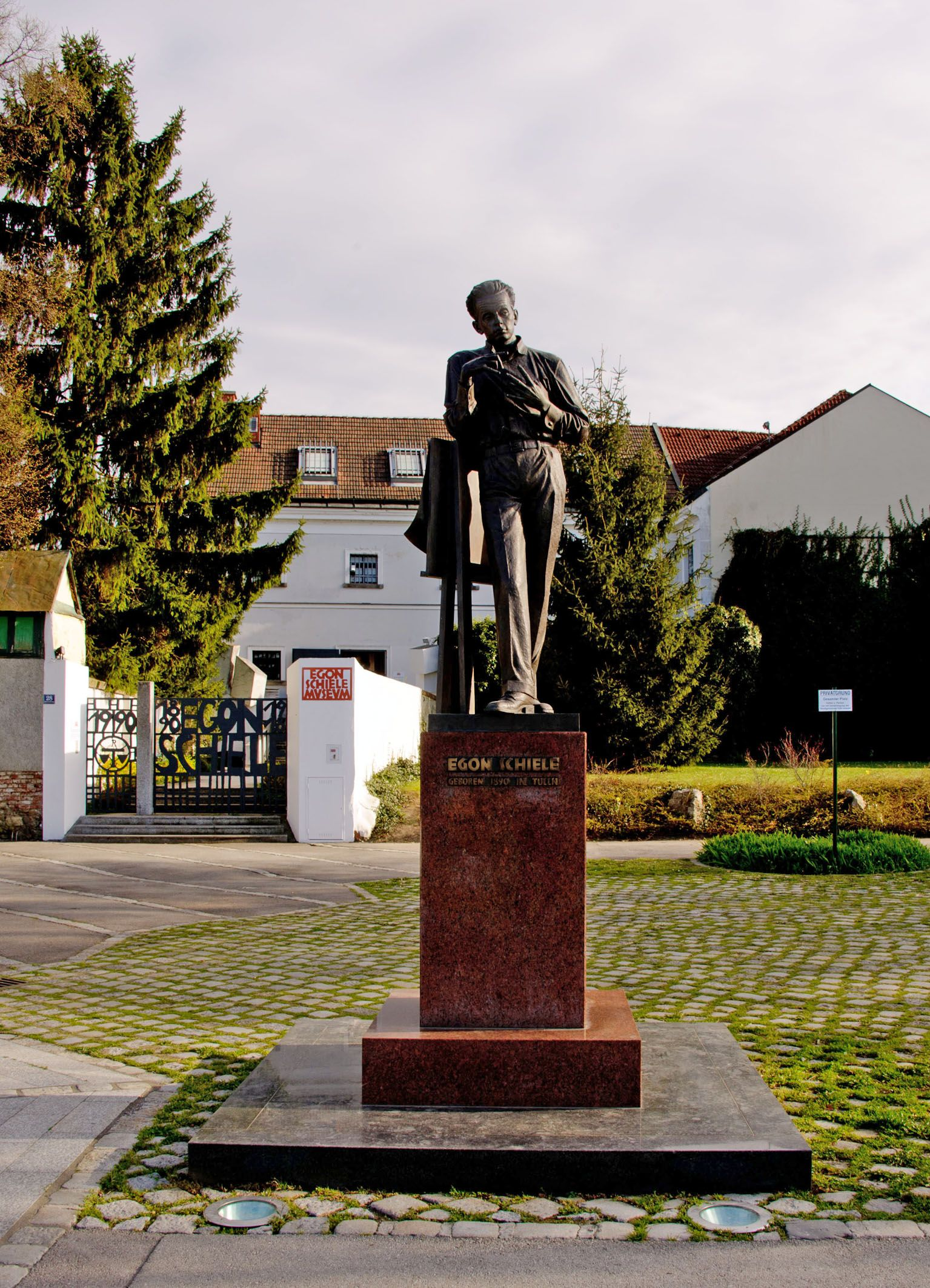
Denkmal vor dem Museum in Tulln 2011

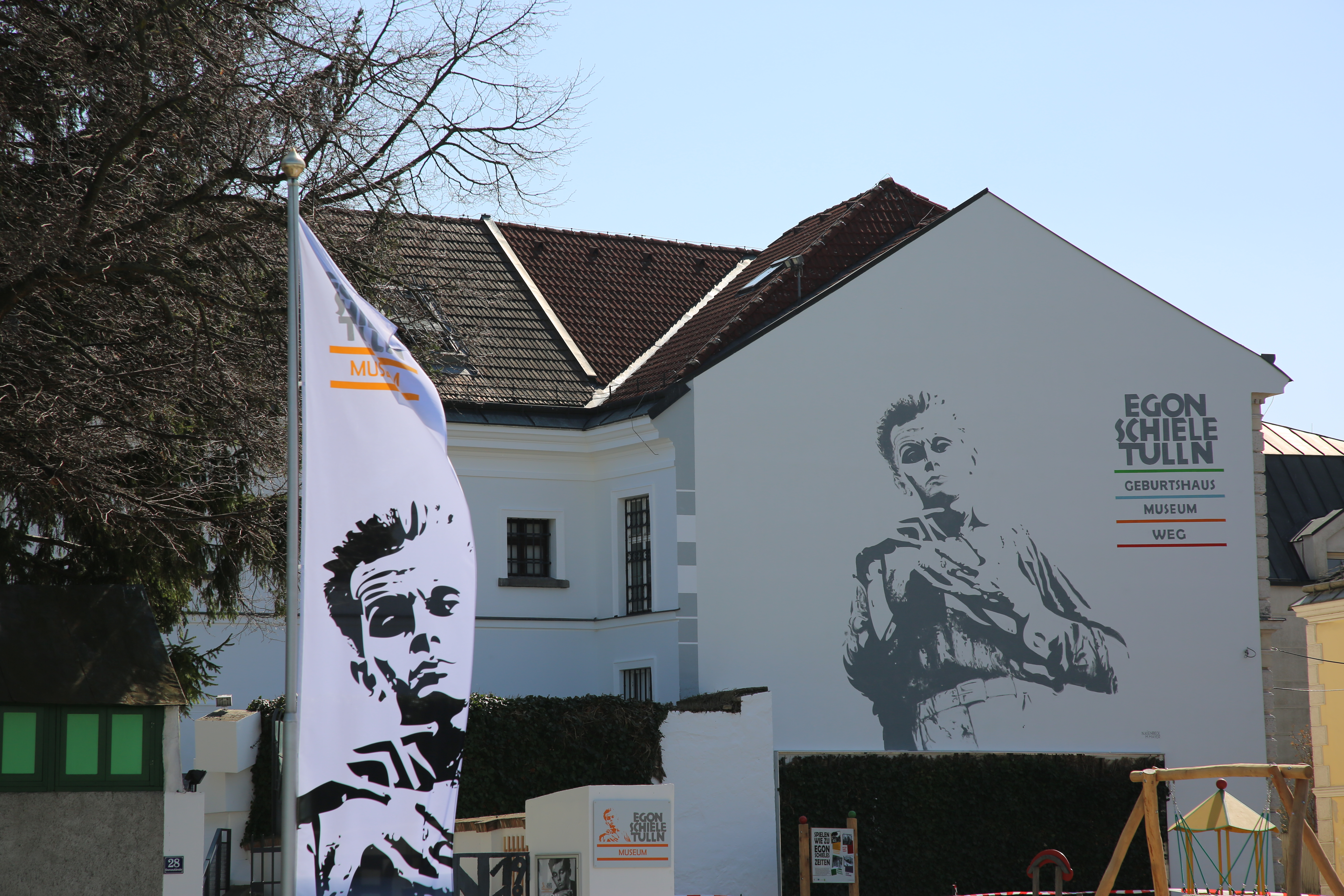
Außenansicht Egon Schiele Museum 2018

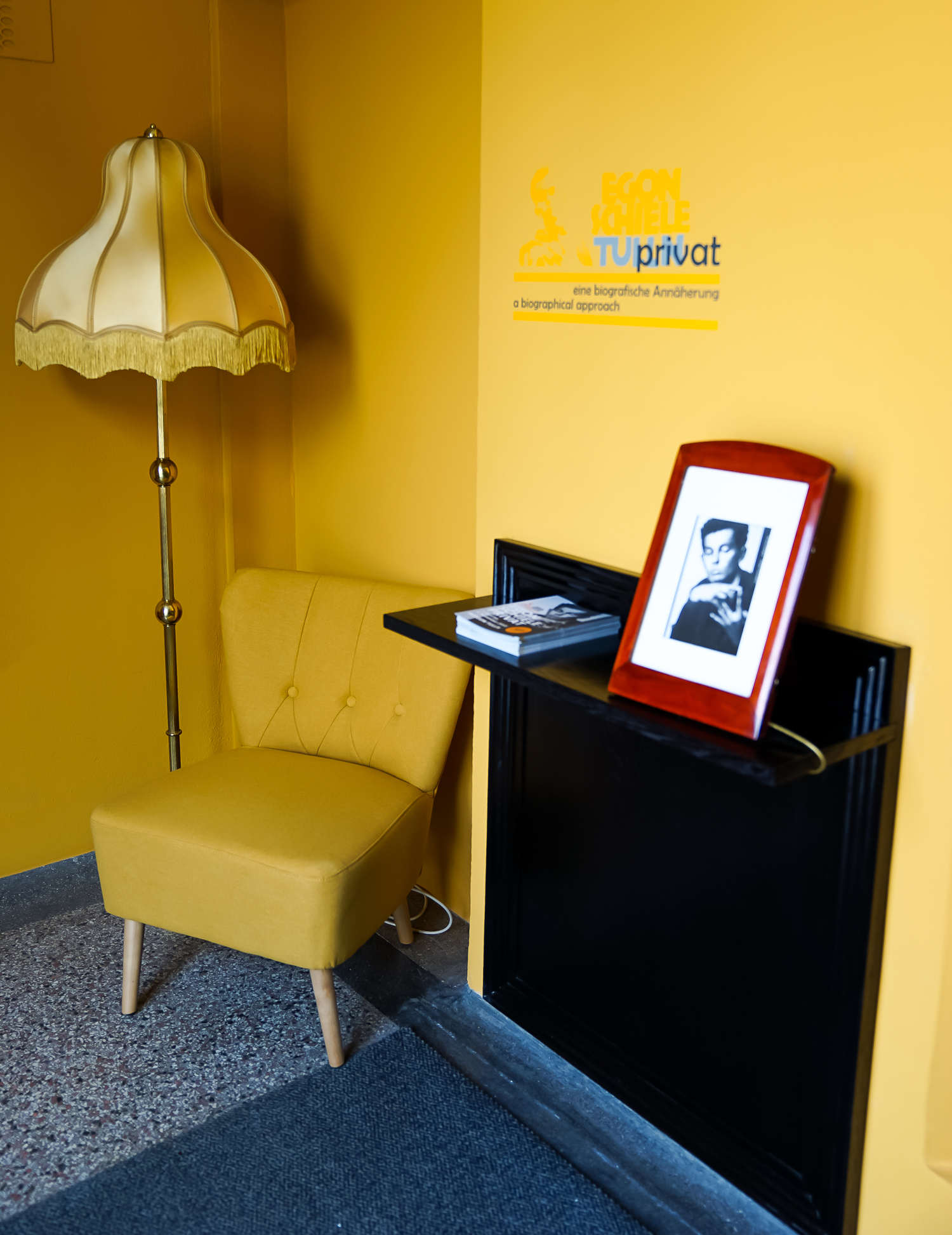
Innenansicht Egon Schiele Museum

Das Egon-Schiele-Museum in Tulln an der Donau ist ein niederösterreichisches Museum für bildende Kunst, das dem 1890 in Tulln geborenen Maler Egon Schiele gewidmet ist.

## Entstehung
Die Stadtgemeinde Tulln begann 1980, ein eigenes Egon-Schiele-Museum in Tulln zu planen und erwarb zu diesem Zweck das renovierungsbedürftige Bezirksgefängnis, welches 1898 erbaut worden war. Die Internationale Egon-Schiele-Gesellschaft wurde zum Träger der Museumsidee.
Von 1985 bis 1990 wurde das alte Gefängnisgebäude des Bezirksgerichtes Tulln saniert und zu einem Museum adaptiert. Eine noch ursprünglich vorhandene Gefängniszelle wurde dann jener Zelle des Neulengbacher Gefängnisses nachempfunden, in welcher Egon Schiele im Jahr 1912 drei Wochen hatte zubringen müssen. Die Eröffnung des Museums erfolgte zum 100. Geburtstag des Künstlers am 12. Juni 1990.
2011 wurde das Egon-Schiele-Museum von der NÖ Museum BetriebsgesmbH übernommen. Nach Umbau- und Umgestaltungsmaßnahmen wurde die Dauerausstellung im April 2011 unter dem Titel „Egon Schiele: Die Anfänge des Künstlers“ über die Sommermonate wiedereröffnet. Im Mittelpunkt der Ausstellung steht Schieles Frühwerk. Weiters werden die Beziehungen zu seiner Heimatstadt Tulln und zum Land Niederösterreich sowie seine Leidenschaft für Spielzeugeisenbahnen thematisiert.

## Ausstellungen
Den künstlerischen Schwerpunkt des Museums bildet seit 2011 die Epoche von der Geburt bis zur Gründung der eigenen Künstlergruppe, der „Neukunstgruppe“ im Jahr 1909. Mit Blickpunkt auf die Anfänge des Künstlers wird nicht nur eine Lücke in der österreichischen Museumspräsentation geschlossen, sondern es ist auch möglich geworden, die Ausstellung ausschließlich mit Originalen auszustatten. Die Werke stammen aus den Sammlungen der Stadtgemeinde Tulln und des Museums Niederösterreich sowie einer weiteren privaten Sammlung. Ursprünglich waren im Museum vor allem auch Werke aus der Sammlung von Werner Gradisch, eines Großneffen Schieles ausgestellt; diese wurden von Gradisch jedoch 2015 nach einem Streit mit der Stadtgemeinde Tulln um einen Kaminbefund zurückgezogen.
Das Erdgeschoß und der Souvenirbereich empfangen die Gäste mit Wohnzimmeratmosphäre. Eine eigene Schatzkammer mit Originalwerken widmet sich jährlich wechselnden Kapiteln aus dem Leben des Künstlers. Zeitzeugengespräche der Texanerin Alessandra Comini mit Familie und Freunden Egon Schieles aus den 1960er-Jahren bilden die Basis für die Gestaltung des ersten Stocks des Museums. Mittels Erweiterter Realität werden sechs Stationen aus seinem Schaffen vor den Augen der Besucher begleitet von Originalstimmen sprichwörtlich zum Leben erweckt. Das Atelier im Obergeschoß des Gebäudes wurde heller und offener gestaltet und steht im Rahmen von Veranstaltungen Besuchern für kreative Tätigkeit zur Verfügung.

## Außenstelle
Im Tullner Bahnhof wurden das Geburtszimmer Schieles und ein angrenzender Raum gemietet und eingerichtet. Das Zimmer wurde mit Möbeln ausgestattet, die dem damaligen Zeitgeschmack entsprachen, da keine Fotografien von den Räumlichkeiten erhalten sind. Die Vorhänge des Zimmers wurden jenen auf einem Foto der Wohnung von Leopold Czihaczek nachempfunden, der Onkel und Vormund Egons Schieles war. Der originale Kachelofen, in dem Schieles Vater seine Aktien in einem Anflug geistiger Verwirrung verbrannt hat, wird ausgestellt. Zwei Ehebetten samt den dazugehörigen Nachtkästchen, ein Waschtisch sowie Fotos der Familie Schiele ergänzen die Einrichtung.
Der zweite Raum ist jenen Menschen aus Schieles Familie gewidmet, die mit der Eisenbahn zu tun hatten. Außerdem enthält er eine Eisenbahn mit nachgebauten Zügen der Zeit um 1890.

## Auszeichnung
Oktober 2024 erhält das Museum erstmals das Österreichische Museumsgütesiegel.